# 小行星15810
酆神星（15810 Arawn），临时编号为1994 JR1，是一顆屬於冥族小天體的外海王星天體。相似于冥王星，其近日點是在離太陽34.756天文單位處，而其遠日點是在44.507天文單位處，因此它的離心率相比較高。其直徑約為127公里，相對較小，不能被歸納為矮行星。
1994年5月12日，酆神星由M·J·歐文、安娜·祖特闊夫發現。
該小行星以威爾斯神話中冥界安溫的國王亞勞恩命名。

## 外部連結
- Orbital simulation （页面存档备份，存于） from JPL (Java) / Ephemeris （页面存档备份，存于）

| 前一小行星： (15809) 1994 JS | 小行星列表 | 後一小行星： (15811) Nüsslein-Volhard |